# Fang Fang
Fang Fang (En chino:方方 ) es el seudónimo de Wang Fang (汪芳; nacida el 11 de mayo de 1955), una escritora china quién ganó el Premio Literario de Lu Xun en 2010. Nació en Nankín, en la provincia de Jiangsu. Estudió chino en la  Universidad de Wuhan en 1978.
En 1975,  empieza a escribir poesía y en 1982,  lanza su primera novela Da Peng Che Shang (大篷车上). En 1987,  publicó su obra "Feng Jing" (风景). Sus otros trabajos, incluyen Qin Duan Kou (琴断口), y Xing Yun Liu Shui (行云流水), "Jiang Na Yi An" (江那一岸), "Yi Chang San Tan" (一唱三叹), ha sido bien recibido también. Desde entonces  se preocupa mucho por la pobreza en China, muchos de sus trabajos reflejan vidas genuinas.

## Diario de Wuhan
Durante el Encierro de Hubei de 2020, su diario de Wuhan (武汉日记), hace un recuento sobre el confinamiento en el centro de la ciudad, fue publicado en redes sociales y ampliamente compartido.
La versión inglesa del Diario de Wuhan, traducido por Micheal Berry, será publicado por Harper Collins en agosto de 2020.
Según Global Times, un tabloide nacionalista bajo la administración del Partido Comunista chino, dice que la publicación diario ha suscitado indignación en la audiencia china, debido a su relato sobre el gobierno chino y el uso de fuentes de segunda mano. Sus traducciones inglesas y alemanas, estaban disponibles a pre-ordenar sobre la plataforma Amazon a partir del 8 de abril, meramente 2 semanas después de haber terminado el original en chino (que había comenzado el día 25), también, según Times Global, detalló en sus escritos especulaciones de “colaboraciones potenciales con influencias extranjeras”.
En su Diario de Wuhan, Fang Fang ha pedido un alto a la censura de Internet en China “Queridos censuradores de Internet,  podrías dejar a las personas de Wuhan  hablar!”